# Muara Tebo
Muara Tebo is de hoofdstad van het regentschap Tebo op het eiland Sumatra, Indonesië.